# Макс фон Мюллер
Макс Мюллер, з 1917 року — Ріттер фон Мюллер (нім. Max Ritter von Müller; 1 січня 1887,Роттенбург-ан-дер-Лаабер — 9 січня 1918) — німецький льотчик-ас, лейтенант Баварської армії. Кавалер ордена Pour le Mérite.

## Біографія
Перед Першою світовою війною Мюллер став водієм автомобіля в армії, де дуже стали в нагоді його здібності в галузі механіки. Зокрема, в 1913 році він став шофером військового міністра Баварії, але щоразу, коли йому доводилося відчиняти дверцята машини перед своїм патроном, Мюллер просив його про переведення в авіацію. Нарешті його наполегливі прохання були задоволені, і 1 грудня 1913 року він потрапив до льотної школи в Шляйссгаймі.
При мобілізації Мюллер потрапив в 1-й льотний дивізіон. Увечері 18 серпня 1914 року мюллер потрапив в аварію через збій двигуна і зламав собі обидві ноги. Після одужання його підвищили у званні до заступника офіцера, і він літав протягом року до 1916 року, виконавши до травня 160 бойових вильотів.
Мюллер прагнув перевдення у винищувальну авіацію. Пройшовши винищувальну підготовку в Мангаймі, він був направлений 18 травня 1916 року в бойове командування одномісних винищувачів «Бертенкур» (КЕК В), яке було надане 32-му льотному дивізіону, і залишався в ньому до 31 липня, але успіхів не здобував. Потім його перевели в інше командування, але 10 серпня він повернувся в КЕК В, звідки 1 вересня перейшов у 2-гу винищувальну ескадрилью. На той час Мюллер був вже дуже досвідченим пілотом і швидко освоївся в ескадрильї, здобувши 5 перемог у жовтні та листопаді. Коли 21 січня 1917 року була сформована 28-му винищувальна ескадрильї, він отримав переведення в неї і разом із лейтенантом Францом Раєм з 1-ї винищувальної ескадрильї утворив «становий хребет» нової авіачастини.
Мюллер незабаром став найрезультативнішим пілотом цієї ескадрильї. З прибуттям Карла Шефера наприкінці квітня 1917 року 28-ма винищувальна ескадрилья перетворилася на воістину елітну бойову частину, а Мюллер мав найбільший рахунок перемог після загибелі Шефера. 26 серпня його зробили в лейтенанти армії, тобто привласнили йому вищий чин, ніж звання «лейтенанта резерву», що зазвичай давалося — і це був перший прецедент отримання такого звання без закінчення військово-навчального закладу.
Після недовгої відпустки Мюллер подав рапорт про повернення в 2-гу винищувальун ескадрилью. Прибувши в ескадрилью 3 листопада 1917 року, він тимчасово прийняв обов'язки її командира після загибелі лейтенанта Вальтера фон Бюлова 6 січня 1918 року.
9 січня, керуючи винищувачем Albatros D.II 5405/17, Мюллер був збитий під час атаки на британський RE 8 (В5045), чий екіпаж складали капітан Г. Зіммер та лейтенант Г. Сомервілл з 21-ї ескадрильї. Саме тоді капітани Ф.О. Соден (С5332) та Р.Л. Чідлоу-Робертс (В626) з 60-ї ескадрильї атакували німецького аса зверху та ззаду на своїх SE 5а. Його літак був охоплений вогнем, і Мюллер викинувся з кабіни над Морследом — це сталося о 11:15 за британським часом.
Всьогоза час бойових дій здобув 36 перемог, ще 2 залишились непідтвердженими. Мюллер став найкращим асом Баварської армії.

## Нагороди
За кількістю нагород серед німецьких асів Першої світової війни Мюллер поступається лише барону Манфреду фон Ріхтгофену.
- Медаль принца-регента Луїтпольда (12 березня 1911)
- Нагрудний знак військового пілота (Баварія) (20 квітня 1914)
- Залізний хрест
  - 2-го класу (13 вересня 1914)
  - 1-го класу (31 березня 1915)
- Почесний кубок для переможця у повітряному бою
- Хрест «За військові заслуги» (Баварія) 3-го класу з короною і мечами
- Медаль «За відвагу» (Баварія)
  - в сріблі (18 лютого 1916) — за виконання особливо небезпечного завдання з аерофотозйомки.
  - в золоті (16 вересня 1917)
- Хрест «За вислугу років» (Баварія) 3-го класу для унтреофіцерів (9 років; 30 березня 1916)
- Золота медаль «За військові заслуги» (Вюртемберг) (28 червня 1917)
- Королівський орден дому Гогенцоллернів, лицарський хрест з мечами (20 липня 1917)
- Pour le Mérite (3 вересня 1917) — за 27 перемог.
- Почесний громадянин міста Роттенбург-ан-дер-Лаабер (23 вересня 1917)
- Орден «За військові заслуги» (Баварія) 4-го класу з мечами (18 грудня 1917)
- Військовий орден Максиміліана Йозефа, лицарський хрест (7 листопада 1917; посмертно заднім числом)